# 2930 Euripides
2930 Euripides là một tiểu hành tinh [[vành đai chính, which was được phát hiện bởi Cornelis Johannes van Houten, Ingrid van Houten-Groeneveld và Tom Gehrels in 1960. Nó được đặt theo tên Euripides, ancient Greek dramatist.
Euripides là một C-type asteroid, meaning that it is dark in colour, and carbonaceous in composition.